# Barbara Ferries
Barbara Hale Ferries-Henderson (* 5. September 1944 in Houghton, Michigan) ist eine ehemalige US-amerikanische Skirennläuferin.
Ferries gehörte in den 1960er Jahren ebenso wie ihr Bruder Chuck der US-amerikanischen Skinationalmannschaft an. Im Alter von 16 Jahren gewann sie 1961 Slalom, Abfahrt und Kombination im Harriman Cup in Sun Valley. Ihren größten Erfolg feierte sie bei den Skiweltmeisterschaften 1962 in Chamonix: als 17-Jährige eine der Jüngsten des Teilnehmerfeldes errang sie in der Abfahrt die Bronzemedaille und wurde zudem Fünfte im Riesenslalom.
Bei ihrer einzigen Olympiateilnahme 1964 in Innsbruck konnte sie diese Resultate nicht bestätigen und fuhr im Riesenslalom nur auf Platz 20. Nach den Winterspielen 1964 beendete sie ihre aktive Laufbahn.